# 한아름 (작가)
한아름는 대한민국의 텔레비전 드라마 작가이다. 

## 드라마
- 2023년 tvN 주말 미니시리즈 《이번 생도 잘 부탁해》 ... 공동집필